# Bytnica (przystanek kolejowy)
Bytnica – przystanek osobowy w Bytnicy w Polsce, w województwie lubuskim, w powiecie krośnieńskim, w gminie Bytnica.

## Wymiana pasażerska
| Rok  | Wymiana pasażerska na dobę |
| ---- | -------------------------- |
| 2017 | 50-99                      |
| 2022 | 100-149                    |